# DMSP 4A F2
DMSP Block 4A F2 – amerykański wojskowy satelita meteorologiczny należący do Defense Meteorological Satellite Program. Na satelicie zainstalowano dwie nowe kamery widikonowe, nowy rejestrator danych, a także cyfrowy system zarządzania zapisanymi danymi.